# Ondernemingsplan
Een ondernemingsplan, ook wel businessplan genoemd is een formeel document met bedrijfsdoelstellingen, methoden, hoe en wanneer deze doelstellingen kunnen en moeten worden bereikt. Het document dient als een stappenplan om de bedrijfsdoelstellingen te behalen.
Het businessplan wordt gebruikt bij het starten van een nieuwe of het overnemen van een bestaande onderneming. Het is ook voor gevestigde ondernemers steeds gebruikelijker om een ondernemingsplan te maken en bij te houden. Een dergelijk plan vergroot de levensvatbaarheid van een onderneming. Het is bijvoorbeeld vereist bij een kredietaanvraag bij een bank of een uitkeringsaanvraag op grond van het Besluit bijstandsverlening zelfstandigen Bbz. Een goed ondernemingsplan vergroot ook het vertrouwen van andere partijen, zoals leveranciers of verzekeraars.

## Onderdelen
Het ondernemingsplan kan bestaan uit de volgende onderdelen: 
Persoonlijk
- Persoonlijke gegevens van de (startende) ondernemer zoals NAW-gegevens, burgerlijke staat, nationaliteit, rekeningnummers, rijksregisternummer in België of burgerservicenummer in Nederland en curriculum vitae. Hier kunnen ook eventuele bestaande inkomsten, schulden en verzekeringen van de ondernemer worden genoemd.
- Eigenschappen en vaardigheden van de ondernemer
- Doelen van de onderneming.

Interne organisatie
- Organisatie: Het gaat hier om onder andere de vestigingsplaats en het personeel. In het geval de organisatie een rechtspersoon is, worden hier de leden van het bestuur vermeld.
- Rechtsvorm: eenmanszaak, vennootschap onder firma, besloten vennootschap, commanditaire vennootschap, naamloze vennootschap of maatschap.
- Benodigde vergunningen
- Producten en diensten: Er wordt vermeld waarin het product of de dienst zich onderscheidt van andere producten of diensten op de markt, ook wel de unique selling proposition, en waarom de klant dit product zou verkiezen boven dat van de concurrent.
- Prijsstelling ten opzichte van de concurrentie.

Externe organisatie
- Concurrentie: vergelijking met de punten uit de interne organisatie.
- Marketing: onderzoek doen naar de markt het product of de dienst. In het marketingplan staat hoe klanten worden bereikt. De marketingmix is hier een belangrijk analysemiddel.
- Promotie: bijvoorbeeld door gebruik te maken van advertenties, aanmelden bij zoekmachines, folders, mailings of tv-spotjes.

Financiële zaken
- Omzetprognose: een prognose van de te behalen omzet, dat van het aantal klanten en de vraag naar het product afhangt.
- Rentabiliteitsdrempel, ook bekend als break-evenpunt. Deze geeft aan bij hoeveel omzet de kosten gelijk zijn aan de opbrengsten en een minimaal benodigd ondernemersloon wordt bereikt.
- Investeringsbegroting: hieronder vallen de kosten die nodig zijn om te kunnen starten.
- Ondernemingsfinanciering of financiering van investering: bijvoorbeeld met een krediet of spaargeld. De solvabiliteit is hierbij van belang.
- Begroting of financieel jaarverslag: Welke het is hangt ervan af dat de onderneming begint of al actief is. Behalve de omzetprognose geeft deze de verwachte nettowinst.

Overige zaken
- Haalbaarheidsonderzoek: onder meer kan een sterkte-zwakteanalyse van de onderneming.
- Bereikbaarheid: bijvoorbeeld per auto of openbaar vervoer.
- Verzekeringen: arbeidsongeschiktheidsverzekering aov, rechtsbijstandverzekering en een aansprakelijkheidsverzekering ba.

## Ondersteuning
Het Instituut Midden- en Kleinbedrijf Intermediair IMK begeleidt in Nederland startende ondernemers op basis van het Besluit bijstandsverlening zelfstandigen 2004 BBZ. Een ondernemingsloket is een verzameling instanties die in België voor ondernemingen verschillende mogelijke diensten verrichten.
Er zijn verschillende online dienstverleners om ondernemingsplannen te analyseren en te verbeteren, zoals het business model canvas van Osterwalder of dat van Pimentomap.

## Websites
- Kamer van Koophandel. Zo stelt u een ondernemingsplan op.
- Vlaamse overheid. Een goed ondernemingsplan of businessplan.